# Blaufränkisch
Blaufränkisch (węg. kékfrankos, niem. lemberger lub limberger, czeskie frankovka, słow. frankovka modrá) – czerwony, ciepłolubny, późno dojrzewający szczep wina, uprawiany głównie w Europie Środkowej: na Węgrzech i Słowacji, w Austrii i Niemczech.
Ze skrzyżowania odmiany z sankt laurent uzyskano odmiany zweigelt i andré.
Nazwa blaufränkisch jest w użyciu od 1862, kiedy to w Wiedniu odbyła się wystawa odmian winorośli.

## Charakterystyka
Blaufränkisch wcześnie wypuszcza pąki, ale dojrzewa późno. Krzewy rosną bujnie. Szczep jest wrażliwy na mączniaka.
Powstałe ze szczepu wino ma przeważnie lekki, owocowy, raczej kwasowy charakter z wyczuwalnymi garbnikami i odrobiną pikanterii. Na charakter duży wpływ mają warunki klimatyczne w miejscu uprawy. 

## Rozpowszechnienie
W Austrii blaufränkisch jest popularny w Burgenlandzie, w okolicach Jeziora Nezyderskiego (Neusiedlersee) i cieszy się dobrą reputacją. Jest po zweigelcie najbardziej rozpowszechnioną czerwoną odmianą winorośli w kraju (w 2009 3225 ha). Wina są pełne i pikantne w smaku, czasami z nutami malin. Niekiedy dojrzewa w beczkach.
Na Węgrzech kékfrankos jest podstawową odmianą w regionie Eger i Soprón i uchodzi za jedną z najlepszych. Używane jest m.in. jako jeden ze składników popularnego węgierskiego wina Egri bikavér.
Frankovka modrá jest najważniejszą odmianą o ciemnej skórce na Słowacji. Uprawiana jest także w Czechach.
W Niemczech lemberger jest tradycyjnie uprawiany w Wirtembergii (1653 ha w 2012) na proste wina. Winnice obsadzone lembergerem w innych regionach są nieliczne. Pod względem powierzchni upraw odmiana była w 2012 siódmą wśród odmian o ciemnej skórce.
Na Bałkanach winnice obsadzone odmianą znajdują się w Bułgarii, Serbii, Rumunii i Chorwacji. Odmiana, znana jako frankova jest jedną z nielicznych czerwonych odmian w głębi Chorwacji.
Pod nazwą lemberger odmiana jest uprawiana od lat 40. XX wieku w amerykańskim stanie Waszyngton i kilku innych. Pojedynczy producenci produkują lembergera również w Australii i Japonii.